# イポリット・ブーランジェ
イポリット・ブーランジェ（Hippolyte Emmanuel Boulenger、1837年12月13日 – 1874年7月4日）はベルギーの画家である。フランスのバルビゾン派の影響を受けた画家で、ブリュッセルに近いテルビュレン(Tervuren)で風景画を描き、「テルビュレン派」と呼ばれる画家たちの中心的な存在になった。

## 略歴
ベルギー南部エノー州のトゥルネーに生まれた 。幼少時代をトゥルネーで過ごした。1850年に父親が亡くなった後、家族はパリの祖母の家に移り、パリで最初に絵を学んだ。1853年に祖母が亡くなると母親とブリュッセルに移り、装飾画家のHubert Colleyeの工房で働きながら、ブリュッセル王立美術アカデミーの風景画教室でジョゼフ・キノー(Joseph Quinaux)に学び
、アカデミーの夜間コースでフランソワ＝ジョセフ・ナヴェスにも学んだ。
ブリュッセル周辺で写生をするようになり、繁栄していたイクルの街などで絵を売って滞在費を稼ぎ、仲間と酒を飲む暮らしを始めた、1863年に年上の画家で、バルビゾンに滞在したことのあるカミーユ・ヴァン・カンプ(1834-1891)と知り合い、友人になり、支援を受けるようになった。その年、ブリュッセルの展覧会に作品を出展した。1864年からヴァン・カンプとブリュッセルに近いフラームス＝ブラバント州のテルビュレン(Tervuren)の旅館に滞在して絵を描くようになった。ブーランジェと仲間の画家はテルビュレンの市場に近い旅館に集まり、「テルビュレン派」が形成されることになった 。1868年に結婚し、ザベンテム(Zaventem)にしばらく住むが、1870年にはテルビュレンに戻った。1868年5月にヴァン・カンプらとアカデミック美術に対抗するための「自由美術協会 (Société Libre des Beaux-Arts)」を設立した。後にこの協会のグループ展には多くの画家が参加するようになった。
ベルギーや国外で風景画を描き、1872年にはブリュッセルのアカデミーの展覧会で金賞を受賞した。
長年の飲酒の習慣から1869年頃からてんかんの発作などに悩まされるようになり、1974年にブリュッセルのホテルで没した。36歳であった。

## 作品

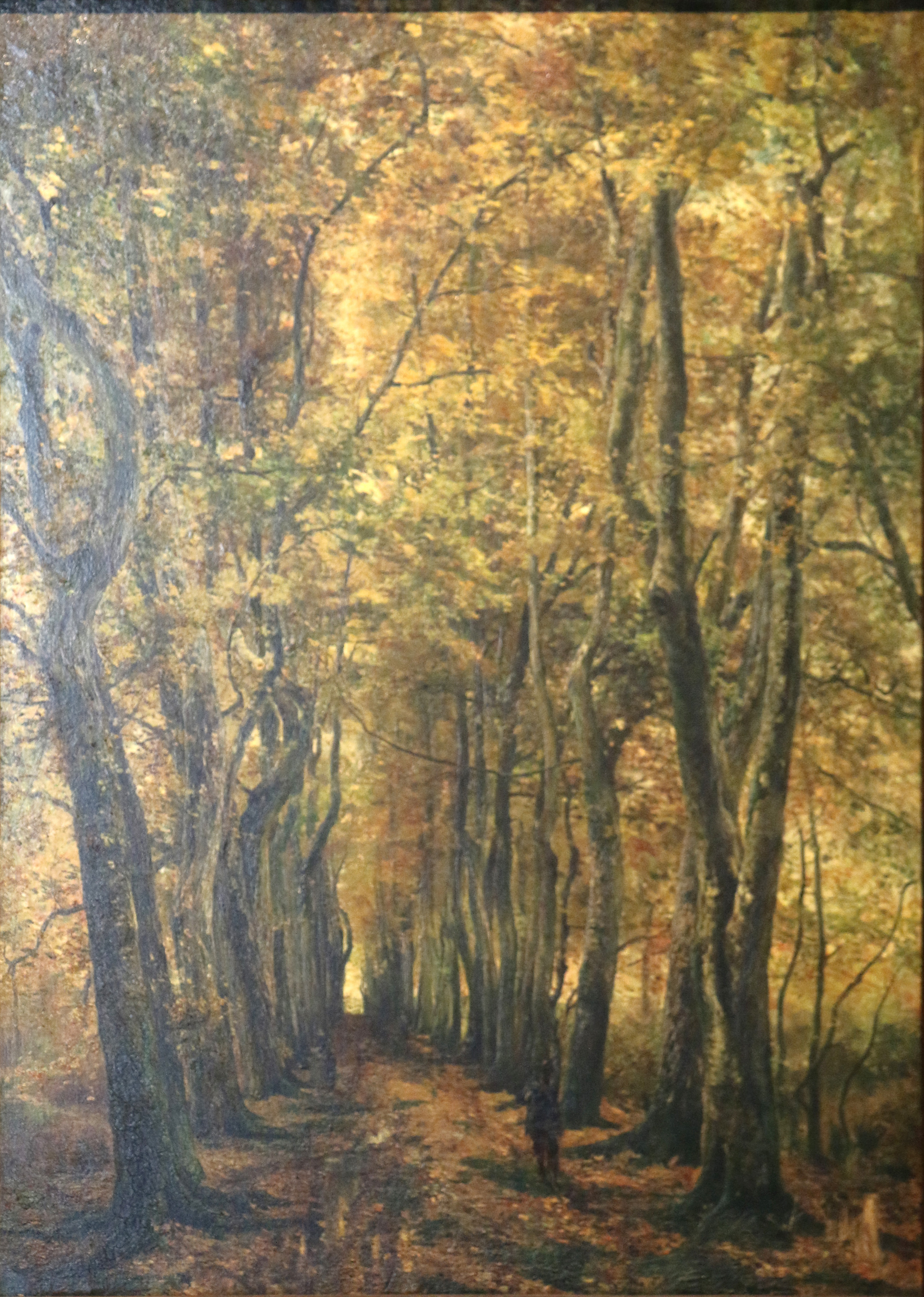
テルビュレンのシデの林の小径 (1871/1872) ベルギー王立美術館蔵
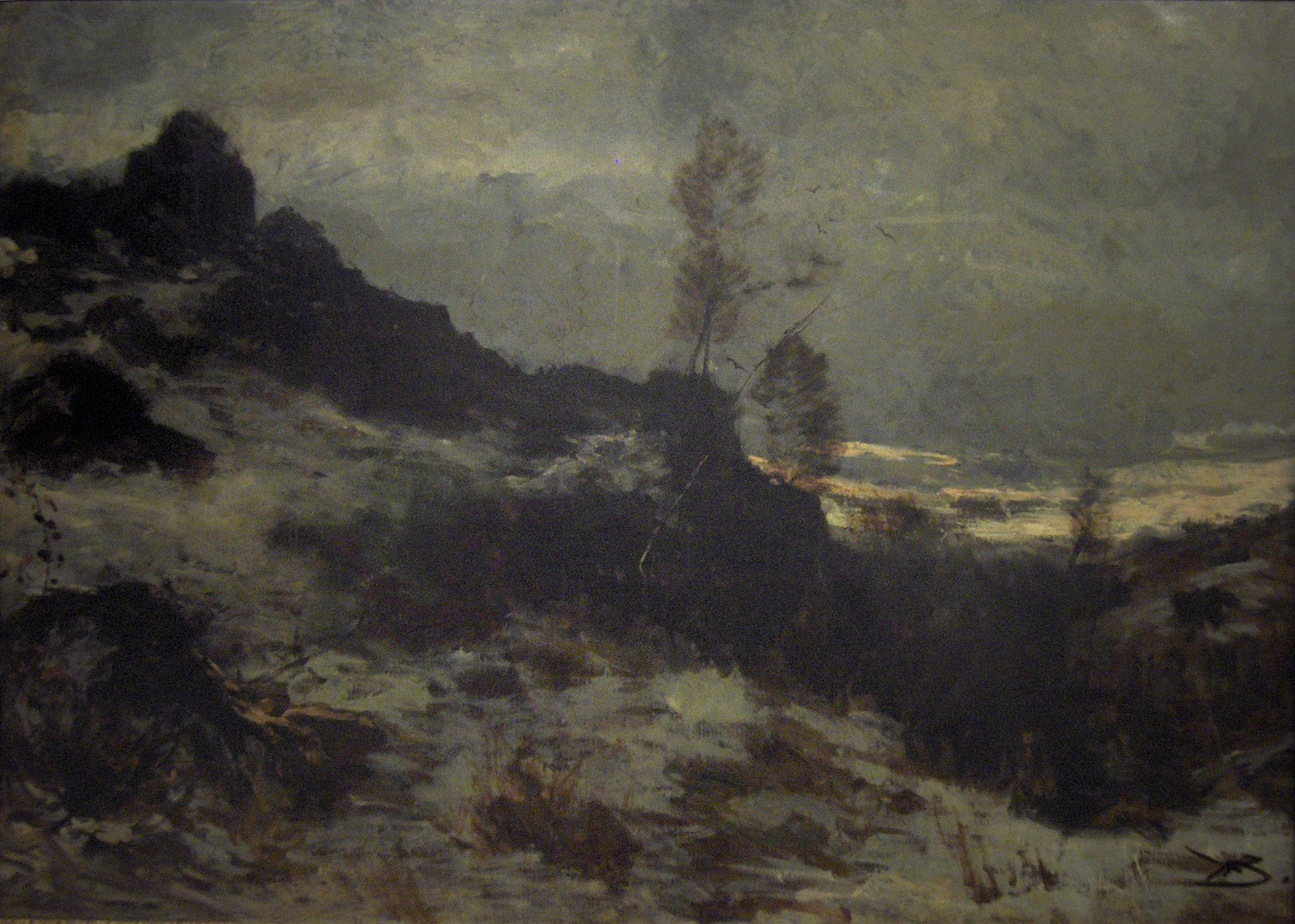
冬の夕暮れ (1871) ベルギー王立美術館 蔵
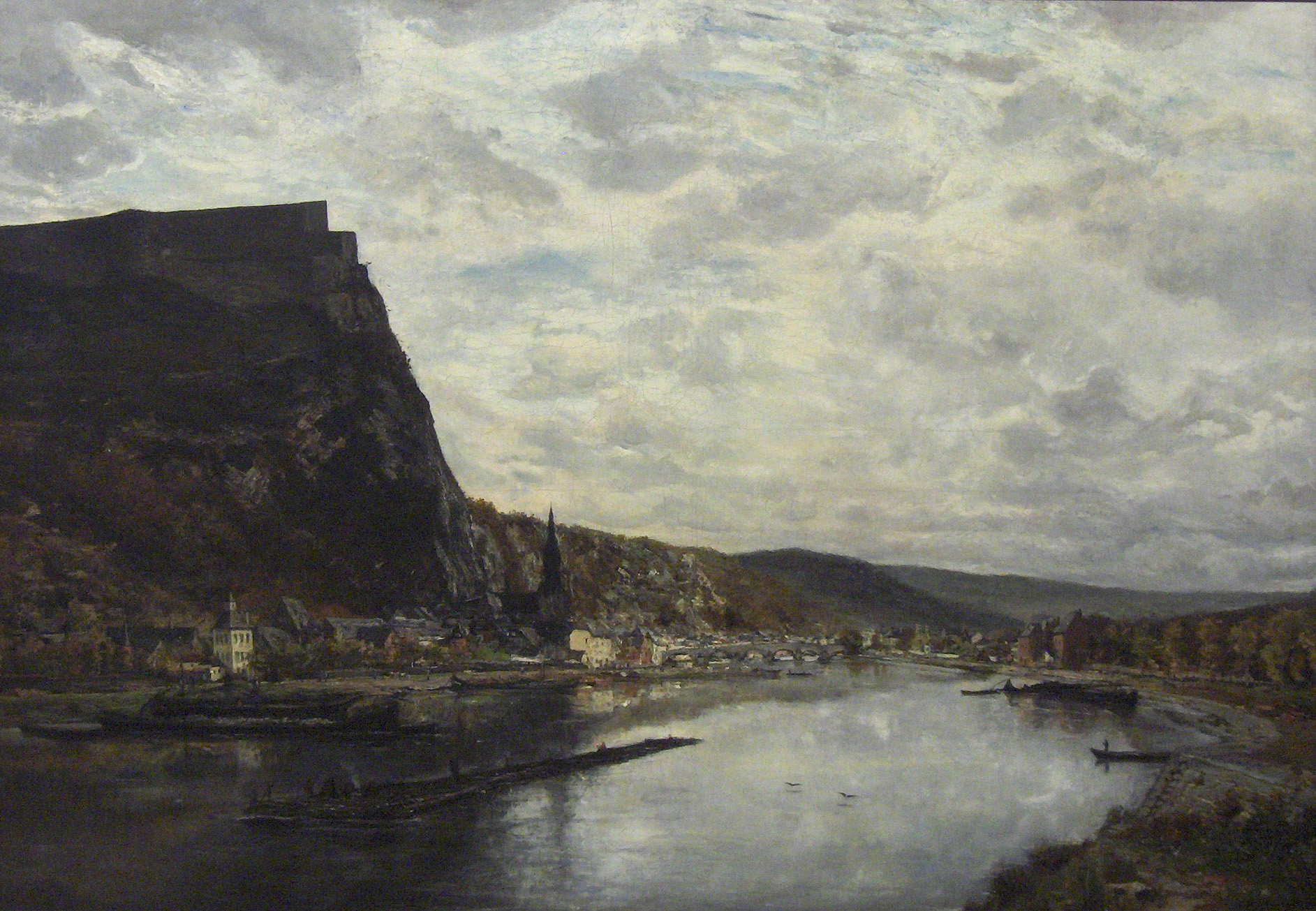
ディナンの風景 (1870) ベルギー王立美術館 蔵
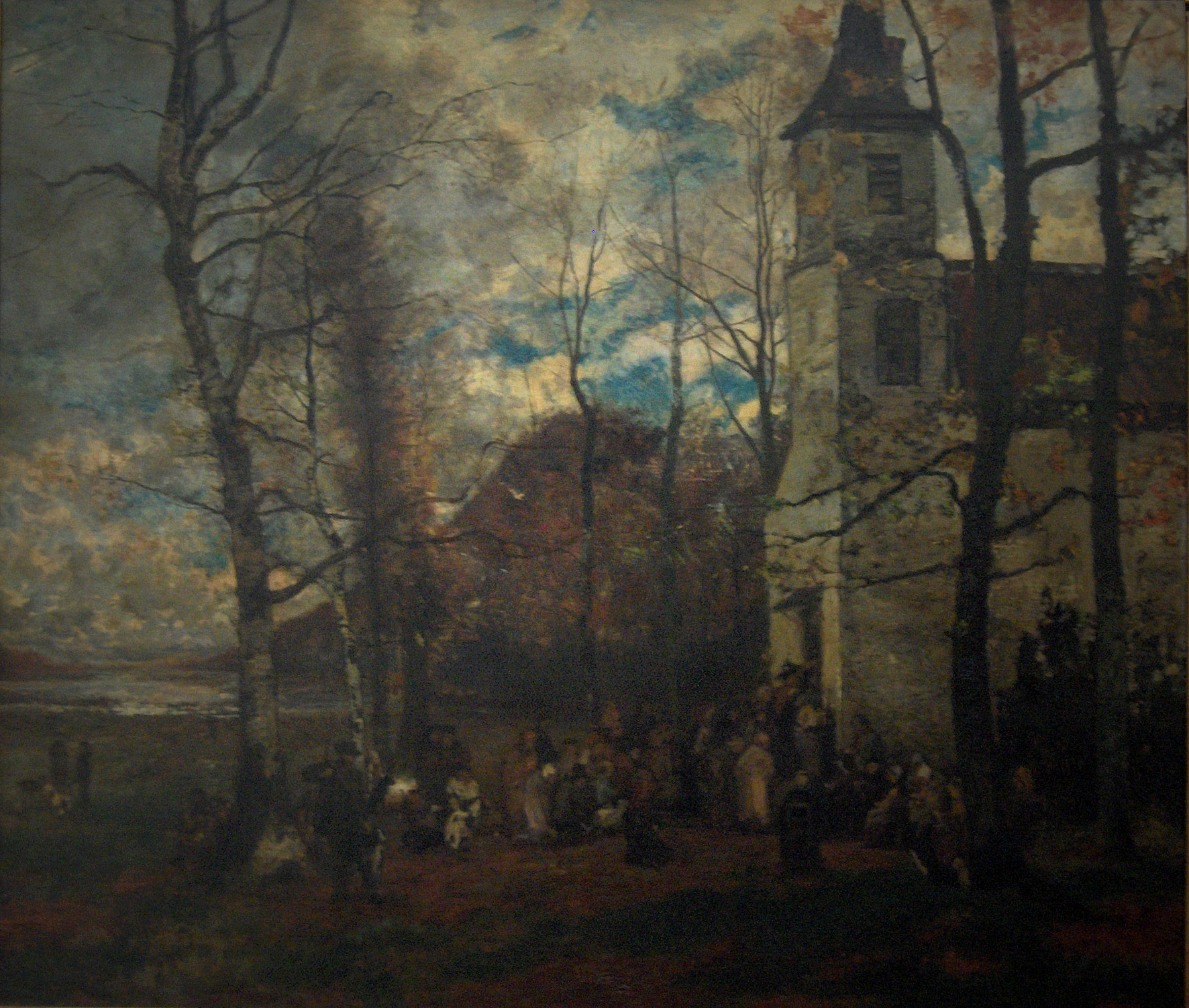
サンテュベール教会のミサ (1871) ベルギー王立美術館 蔵